# Any Other Way
(If There Was) Any Other Way
Singles de Céline Dion
Can't Live with You, Can't Live Without You
(1989) Unison
(1990)
Pistes de Unison
If Love Is Out The Question
(If There Was) Any Other Way est une chanson de Céline Dion qui se retrouve sur son album Unison. Il est lancé comme premier extrait au Canada le 19 mars 1990 au Canada, comme deuxième extrait aux États-Unis le 18 mars 1991, et dans le reste du monde le 6 juin 1991.
La chanson est composée par Paul Blis et réalisée par Christopher Neil.
Il existe deux versions du vidéoclip : la première est la version réalisée pour le Canada qui est lancée en mars 1990 et la deuxième est réalisée pour le reste du monde et paraît en mars 1991. Les versions sont dirigées par Dominic Orlando et sont incluses sur la cassette du spectacle Unison.
La chanson est un succès en Amérique du Nord. Aux États-Unis, la chanson débute en 84e position et sera deux mois plus tard en 35e position et passe douze semaines dans les classements. Au Canada, la chanson débute en 26e position et passe la semaine suivante en 24e position.

## Classements mondiaux
| Pays                         | Meilleure Position |
| ---------------------------- | ------------------ |
| Canada                       | 24                 |
| États-Unis Billboard Hot 100 | 35                 |